# Miquel Bestard Cabot
Miquel Bestard Cabot (Buñola, 9 de noviembre de 1942) es un dirigente deportivo español. Fue presidente de la Federación de Fútbol de las Islas Baleares (FFIB) desde 2003 hasta 2022 y también vicepresidente de la Real Federación Española de Fútbol (RFEF) desde 2018 como segundo de Luis Rubiales hasta 2022.

## Biografía
Bestard ha estado vinculado al mundo del fútbol desde su infancia, primero como futbolista y luego como entrenador en los clubes de su pueblo de origen (Atlético de Buñola, primero, y Juventud Buñola, después).
Posteriormente dio el salto a la Federación de Fútbol de las Islas Baleares, primero como seleccionador balear infantil y posteriormente en selecciones de otras categorías. En 1997 fue nombrado presidente del Comité Balear de Entrenadores hasta 2003, año en que accedió a la presidencia de la FFIB.
Durante su mandato al frente del ente federativo la institución balear vivió un importante crecimiento, pasando de 14.000 federados (2003) a 28.000 (2012) y se inauguró la nueva sede federativa en las instalaciones del antiguo Campo de Son Malferit (2015).
Anunció su retirada el 2 de julio de 2022, después de casi veinte años presidiendo el ente federativo balear. Es padre del director de cine Toni Bestard.
El 21 de mayo de 2025 presentó un libro de carácter biográfico, escrito por Guillem Rosselló Bujosa.

## Reconocimientos
- Medalla de oro de la Real Federación Española de Fútbol (RFEF).[3]
- Insignia de oro y brillantes del CD Atlético Baleares (2011).[9]
- Distinción Cornelius Atticus del Gobierno de las Islas Baleares (2012).[10][11]
- Insignia de oro del Ayuntamiento de Buñola y bautizo del campo municipal con su nombre (2013).[12]
- Insignia de oro de la Palma Futsal (2016).[13]